# Warren Coye
Warren Coye (ur. 7 grudnia 1965) – belizeński kolarz.
Brał udział na igrzyskach w 1984, na których startował w wyścigu ze startu wspólnego oraz jeździe drużynowej na czas. Wyścigu ze startu wspólnego nie ukończył, natomiast drużyna reprezentująca Belize na tych igrzyskach w składzie Joslyn Chavarria, Warren Coye, Kurt Cutkelvin, Merlyn Dawson zajęła w wyścigu drużynowym na czas 25. miejsce z czasem 2:36:55. Jest najmłodszym olimpijczykiem z Belize.